# Kocham cię (album)
Kocham cię – trzeci album zespołu Chłopcy z Placu Broni wydany w 1993 roku nakładem wytwórni MJM Music PL.
Foto: Ryszard Kornecki. Projekt graficzny: Franz Dreadhunter.

## Lista utworów
źródło::
| Nr  | Tytuł utworu               | Długość |
| --- | -------------------------- | ------- |
| 1.  | „Aeroplan”                 | 3:03    |
| 2.  | „Widziałem ją jeden raz”   | 2:48    |
| 3.  | „Ty nie mów nic”           | 1:36    |
| 4.  | „O! Ela ('93)”             | 3:00    |
| 5.  | „Gwiazdy spadają z nieba”  | 4:08    |
| 6.  | „Kocham cię”               | 5:10    |
| 7.  | „Niech spadnie deszcz”     | 5:13    |
| 8.  | „Dzisiaj to możesz być ty” | 3:34    |
| 9.  | „Zdjęcie”                  | 5:20    |
| 10. | „Jezioro szczęścia”        | 4:07    |
| 11. | „Miasto N. Y. C. (instr.)” | 6:55    |
|     |                            | 44:54   |

## Twórcy
źródło:.
- Bogdan Łyszkiewicz – śpiew
- Franz Dreadhunter – gitara basowa
- Jacek Królik – gitara
- Artur Malik – perkusja

gościnnie
- Jan Borysewicz – gitara
- John Porter – gitara
- Wojciech Morawski – perkusja
- Kostek Joriadis – instrumenty klawiszowe
- Andrzej Bosak – skrzypce
- Halina Jaraczyk – skrzypce